# Can Solanes
Can Solanes és un edifici del municipi de Sant Just Desvern (Baix Llobregat) que forma part de l'Inventari del Patrimoni Arquitectònic de Catalunya. És una masia formada per nombrosos cossos, com a conseqüència d'un gran nombre de reformes i addicions posteriors. El cos originari és d'estructura atípica, que també ha estat modificada. Posseeix un portal dovellat. L'annex ortogonal al cos inicial és la masoveria, probablement del segle passat.

## Història
El nom de Solanes ja figura a la visita pastoral de 1304. Primer, segurament, serien masovers i no propietaris. Però es parla de 700 anys d'antiguitat de la masia. En el 1316: "Guillem Durfort... a En Garan de Trilla... li feu venda del Mas Solanes (que) posseïa i tenia el dit Durfort, en dita parròquia de Sant Just" (Arxiu Pia Almoina de la Catedral de Barcelona, desembre 1316).
En el 1333: "Els administradors de la Pia Almoina... fan establiment arreu Berenguer de la Solanes... de tot aquell Mas Solanes a dues peces de terra (que) són en lo vinyet de Sant Just" (Arxiu Pia Almoina de la Catedral de Barcelona, març 1333).
La masoveria es deuria construir segurament al segle xix.